# Behistun

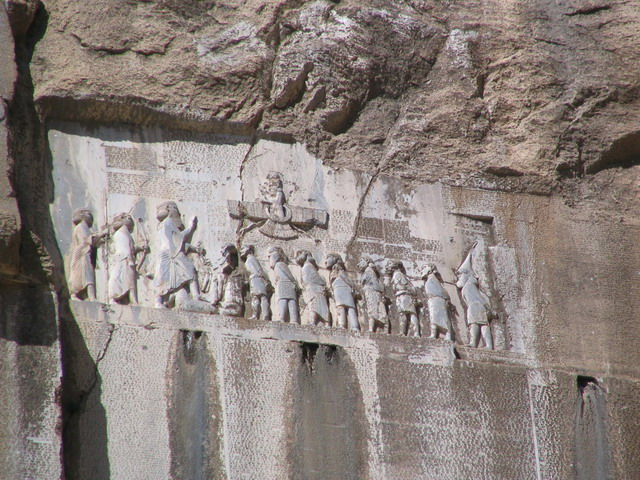
Inscripció de Dàrius I a Behistun

El Behistun o Bisutun, modernament Bistun (en persa: بیستون), és una muntanya a uns 30 km a l'est de Kermansah, a la carretera entre Bagdad i Hamadan, en l'actual Iran. Els antics autors islàmics l'anomenen Baghistan (de l'antic persa bagastana = 'lloc dels déus') i més tard Bihistun o Bahistum, del qual deriva Bisutun i després Bistun.
Bagistanus mons o ὄρος Βαγίστανον és el nom clàssic d'una serralada de l'Imperi Mede, on els historiadors clàssics diuen que es va aturar l'exèrcit de Semíramis en el seu camí de Babilònia a Ecbàtana. Diodor diu que Alexandre el Gran, de camí cap a Susa, va passar per les muntanyes. Esteve de Bizanci diu que hi havia una ciutat a la Mèdia anomenada Bagistana, i Carax parla d'una ciutat de nom Baptana amb una estàtua de Semiramis, i diu que el districte de la rodalia es deia Cambadene i és l'actual regió de Kermansah. Baptana és possiblement Behistun.
En aquesta muntanya, hi ha gravat el baix relleu de Darios el Gran amb inscripcions cuneïformes en tres llengües: persa antic, accadi i elamita. Al costat, hi ha un baix relleu del rei part Gotarces, parcialment esborrat per una inscripció en persa modern. Les escultures gravades van cridar l'atenció dels àrabs. Les inscripcions donaren la clau per desxifrar les inscripcions cuneïformes. La inscripció de Behistun fou declarada Patrimoni de la Humanitat per la Unesco el 2006.